# Cleveland (Minnesota)
Cleveland é uma cidade localizada no estado americano de Minnesota, no Condado de Le Sueur.

## Demografia
Segundo o censo americano de 2000, a sua população era de 673. Em 2020, foi estimada uma população de 747, um aumento de 74 habitantes (11%).

## Geografia
De acordo com o United States Census Bureau tem uma área de 1,43 km², dos quais 1,43 km² cobertos por terra e 0,0 km² cobertos por água. Cleveland localiza-se a aproximadamente 315 m acima do nível do mar.

## Localidades na vizinhança
O diagrama seguinte representa as localidades num raio de 20 km ao redor de Cleveland.